# Qualificazioni al campionato europeo maschile di calcio 1972 - Gruppo 1

## Classifica
| Pos | Squadra        | Pti | G | V | N | P | GF | GS | DR  |
| --- | -------------- | --- | - | - | - | - | -- | -- | --- |
| 1   | Romania        | 9   | 6 | 4 | 1 | 1 | 11 | 2  | +9  |
| 2   | Cecoslovacchia | 9   | 6 | 4 | 1 | 1 | 11 | 4  | +7  |
| 3   | Galles         | 5   | 6 | 2 | 1 | 3 | 5  | 6  | -1  |
| 4   | Finlandia      | 1   | 6 | 0 | 1 | 5 | 1  | 16 | -15 |

## Risultati
| Data              | Luogo      | Squadra 1      | Risultato | Squadra 2      |
| ----------------- | ---------- | -------------- | --------- | -------------- |
| 7 ottobre 1970    | Praga      | Cecoslovacchia | 1 - 1     | Finlandia      |
| 11 ottobre 1970   | Bucarest   | Romania        | 3 - 0     | Finlandia      |
| 11 novembre 1970  | Cardiff    | Galles         | 0 - 0     | Romania        |
| 21 aprile 1971    | Swansea    | Galles         | 1 - 3     | Cecoslovacchia |
| 16 maggio 1971    | Bratislava | Cecoslovacchia | 1 - 0     | Romania        |
| 26 maggio 1971    | Helsinki   | Finlandia      | 0 - 1     | Galles         |
| 16 giugno 1971    | Helsinki   | Finlandia      | 0 - 4     | Cecoslovacchia |
| 22 settembre 1971 | Helsinki   | Finlandia      | 0 - 4     | Romania        |
| 13 ottobre 1971   | Swansea    | Galles         | 3 - 0     | Finlandia      |
| 27 ottobre 1971   | Praga      | Cecoslovacchia | 1 - 0     | Galles         |
| 14 novembre 1971  | Bucarest   | Romania        | 2 - 1     | Cecoslovacchia |
| 24 novembre 1971  | Bucarest   | Romania        | 2 - 0     | Galles         |